# ابن بیری (مؤلف)
ابراهیم بن حسین شهرت‌یافته به ابن ابن بِیْری (۱۸۰۵–۱۸۸۲م) فقیه و مفتی حجازی در سدهٔ نوزدهم میلادی/سیزدهم هجری بود. در مدینه زاده و در مکه از علمای آن آموخت، سپس متولی فتوا شد. پس از چندی خود را برکنار کرد و به تألیف پرداخت. نزدیک صد اثر نگاشت. عمدة ذوی البصائر و شرح الموطأ از آثار برجستهٔ اوست.